# كالكوتشن (أتيكي)
كالكوتشن (Χαλκούτσιον) (بالإنجليزية: Chalkoutsi) هي قرية في إقليم أتيكا في اليونان.